# درسینگهام
درسینگهام (به انگلیسی: Dersingham) یک روستا، شهرک و محله مدنی در بریتانیا است که در King's Lynn and West Norfolk واقع شده‌است. درسینگهام ۱۴٫۵۰ کیلومتر مربع مساحت و ۴٬۶۴۰ نفر جمعیت دارد.